# Malick Evouna
Malick Evouna (Libreville, 28 novembre 1992) è un calciatore gabonese, attaccante del Lambaréné.

## Carriera

### Club
Inizia la propria carriera da professionista in Gabon al Mounana, prima di essere acquistato dal Wydad Casablanca nel 2013. L'11 luglio 2015 passa all'Al-Ahly in cambio di 2.5 milioni di dollari, firmando un contratto valido fino al 2018, diventando - all'epoca - l'acquisto più oneroso del calcio egiziano. L'11 luglio 2016 si trasferisce in Cina al Tianjin Teda in cambio di 8 milioni di dollari sottoscrivendo un accordo valido per tre anni e mezzo, da 2 milioni di dollari a stagione.
Il 19 agosto 2017 - dopo aver trascorso sei mesi con la formazione riserve del Tianjin Teda  - viene ceduto in prestito al Konyaspor, in Turchia. Il 31 gennaio 2019 viene tesserato dal Santa Clara, nella massima serie portoghese.
Il 13 novembre 2020 firma un biennale con lo Sfaxien, in Tunisia. Il 31 gennaio 2021 - a soli 7' dal suo ingresso in campo nella sfida contro l'Avenir Soliman - subisce un grave infortunio al ginocchio, che lo costringe a terminare la stagione con largo anticipo.
Il 4 luglio 2022 torna in Egitto, accordandosi a parametro zero con l'Aswan.

### Nazionale
Esordisce in nazionale l'11 settembre 2012 contro l'Arabia Saudita in amichevole, bagnando l'esordio con una rete. Con la selezione gabonese ha preso parte a due edizioni della Coppa d'Africa, nel 2015 e nel 2017.

## Statistiche

### Presenze e reti nei club
Statistiche aggiornate al 29 ottobre 2022.
| Stagione                | Squadra                 | Campionato              | Campionato | Campionato | Coppe nazionali | Coppe nazionali | Coppe nazionali | Coppe continentali | Coppe continentali | Coppe continentali | Altre coppe | Altre coppe | Altre coppe | Totale | Totale |
| Stagione                | Squadra                 | Comp                    | Pres       | Reti       | Comp            | Pres            | Reti            | Comp               | Pres               | Reti               | Comp        | Pres        | Reti        | Pres   | Reti   |
| ----------------------- | ----------------------- | ----------------------- | ---------- | ---------- | --------------- | --------------- | --------------- | ------------------ | ------------------ | ------------------ | ----------- | ----------- | ----------- | ------ | ------ |
| 2013-2014               | Wydad Casablanca        | B1                      | 28         | 8          | CT              | 0               | 0               | -                  | -                  | -                  | -           | -           | -           | 28     | 8      |
| 2014-2015               | Wydad Casablanca        | B1                      | 26         | 16         | CT              | 1               | 1               | -                  | -                  | -                  | -           | -           | -           | 27     | 17     |
| Totale Wydad Casablanca | Totale Wydad Casablanca | Totale Wydad Casablanca | 54         | 24         |                 | 1               | 1               |                    | -                  | -                  |             | -           | -           | 55     | 25     |
| 2015-2016               | Al-Ahly                 | PL                      | 24         | 12         | CE              | 2               | 1               | CC+CCL             | 4+4                | 2+0                | SE          | 1           | 0           | 35     | 15     |
| 2016                    | Tianjin Teda            | CSL                     | 10         | 3          | CC              | -               | -               | -                  | -                  | -                  | -           | -           | -           | 10     | 3      |
| gen.-giu. 2017          | Tianjin Teda            | CSL                     | 0          | 0          | CC              | 0               | 0               | -                  | -                  | -                  | -           | -           | -           | 0      | 0      |
| 2017-2018               | Konyaspor               | SL                      | 10         | 0          | TK              | 2               | 1               | UEL                | 5                  | 0                  | -           | -           | -           | 17     | 1      |
| 2018                    | Tianjin Teda            | CSL                     | 0          | 0          | CC              | 0               | 0               | -                  | -                  | -                  | -           | -           | -           | 0      | 0      |
| Totale Tianjin Teda     | Totale Tianjin Teda     | Totale Tianjin Teda     | 10         | 3          |                 | 0               | 0               |                    | -                  | -                  |             | -           | -           | 10     | 3      |
| gen.-giu. 2019          | Santa Clara             | PL                      | 6          | 0          | CP+CdL          | -               | -               | -                  | -                  | -                  | -           | -           | -           | 6      | 0      |
| 2019-gen. 2020          | Santa Clara             | PL                      | 1          | 0          | CP+CdL          | 1+1             | 0               | -                  | -                  | -                  | -           | -           | -           | 3      | 0      |
| Totale Santa Clara      | Totale Santa Clara      | Totale Santa Clara      | 7          | 0          |                 | 2               | 0               |                    | -                  | -                  |             | -           | -           | 9      | 0      |
| gen.-giu. 2020          | Nacional                | SL                      | 2          | 0          | CP+CdL          | -               | -               | -                  | -                  | -                  | -           | -           | -           | 2      | 0      |
| 2020-2021               | Sfaxien                 | L1                      | 2          | 0          | CT              | 0               | 0               | CCL                | 1                  | 0                  | -           | -           | -           | 3      | 0      |
| 2022-2023               | Aswan                   | PL                      | 3          | 0          | CE              | 0               | 0               | -                  | -                  | -                  | -           | -           | -           | 3      | 0      |
| Totale carriera         | Totale carriera         | Totale carriera         | 112        | 39         |                 | 7               | 3               |                    | 14                 | 2                  |             | 1           | 0           | 134    | 44     |

### Cronologia presenze e reti in nazionale
| Cronologia completa delle presenze e delle reti in nazionale ― Gabon | Cronologia completa delle presenze e delle reti in nazionale ― Gabon | Cronologia completa delle presenze e delle reti in nazionale ― Gabon | Cronologia completa delle presenze e delle reti in nazionale ― Gabon | Cronologia completa delle presenze e delle reti in nazionale ― Gabon | Cronologia completa delle presenze e delle reti in nazionale ― Gabon | Cronologia completa delle presenze e delle reti in nazionale ― Gabon | Cronologia completa delle presenze e delle reti in nazionale ― Gabon |
| Data                                                                 | Città                                                                | In casa                                                              | Risultato                                                            | Ospiti                                                               | Competizione                                                         | Reti                                                                 | Note                                                                 |
| -------------------------------------------------------------------- | -------------------------------------------------------------------- | -------------------------------------------------------------------- | -------------------------------------------------------------------- | -------------------------------------------------------------------- | -------------------------------------------------------------------- | -------------------------------------------------------------------- | -------------------------------------------------------------------- |
| 11-9-2012                                                            | Beauvais                                                             | Gabon                                                                | 1 – 0                                                                | Arabia Saudita                                                       | Amichevole                                                           | 1                                                                    | 46’                                                                  |
| 15-1-2013                                                            | Saida                                                                | Libano                                                               | 0 – 0                                                                | Gabon                                                                | Amichevole                                                           | -                                                                    | 69’                                                                  |
| 5-3-2014                                                             | Marrakech                                                            | Marocco                                                              | 1 – 1                                                                | Gabon                                                                | Amichevole                                                           | 1                                                                    | 86’                                                                  |
| 6-9-2014                                                             | Libreville                                                           | Gabon                                                                | 1 – 0                                                                | Angola                                                               | Qual. Coppa d'Africa 2015                                            | -                                                                    |                                                                      |
| 10-9-2014                                                            | Maseru                                                               | Lesotho                                                              | 1 – 1                                                                | Gabon                                                                | Qual. Coppa d'Africa 2015                                            | -                                                                    |                                                                      |
| 11-10-2014                                                           | Libreville                                                           | Gabon                                                                | 2 – 0                                                                | Burkina Faso                                                         | Qual. Coppa d'Africa 2015                                            | -                                                                    | 86’                                                                  |
| 15-10-2014                                                           | Ouagadougou                                                          | Burkina Faso                                                         | 1 – 1                                                                | Gabon                                                                | Qual. Coppa d'Africa 2015                                            | 1                                                                    |                                                                      |
| 15-11-2014                                                           | Luanda                                                               | Angola                                                               | 0 – 0                                                                | Gabon                                                                | Qual. Coppa d'Africa 2015                                            | -                                                                    | 64’                                                                  |
| 19-11-2014                                                           | Libreville                                                           | Gabon                                                                | 4 – 2                                                                | Lesotho                                                              | Qual. Coppa d'Africa 2015                                            | 2                                                                    |                                                                      |
| 9-1-2015                                                             | Casablanca                                                           | Senegal                                                              | 1 – 0                                                                | Gabon                                                                | Amichevole                                                           | -                                                                    | 46’                                                                  |
| 17-1-2015                                                            | Bata                                                                 | Burkina Faso                                                         | 0 – 2                                                                | Gabon                                                                | Coppa d'Africa 2015 - 1º turno                                       | 1                                                                    | 87’                                                                  |
| 21-1-2015                                                            | Bata                                                                 | Rep. del Congo                                                       | 1 – 0                                                                | Gabon                                                                | Coppa d'Africa 2015 - 1º turno                                       | -                                                                    |                                                                      |
| 25-1-2015                                                            | Bata                                                                 | Guinea Equatoriale                                                   | 2 – 0                                                                | Gabon                                                                | Coppa d'Africa 2015 - 1º turno                                       | -                                                                    |                                                                      |
| 25-3-2015                                                            | Beauvais                                                             | Gabon                                                                | 4 – 3                                                                | Mali                                                                 | Amichevole                                                           | 1                                                                    | 79’                                                                  |
| 30-3-2015                                                            | Libreville                                                           | Gabon                                                                | 0 – 0                                                                | Bielorussia                                                          | Amichevole                                                           | -                                                                    |                                                                      |
| 6-6-2015                                                             | Niamey                                                               | Niger                                                                | 2 – 1                                                                | Gabon                                                                | Amichevole                                                           | -                                                                    |                                                                      |
| 14-6-2015                                                            | Libreville                                                           | Gabon                                                                | 0 – 0                                                                | Costa d'Avorio                                                       | Amichevole                                                           | -                                                                    |                                                                      |
| 5-9-2015                                                             | Libreville                                                           | Gabon                                                                | 4 – 0                                                                | Sudan                                                                | Amichevole                                                           | 2                                                                    | 90+2’                                                                |
| 9-10-2015                                                            | Radès                                                                | Tunisia                                                              | 3 – 3                                                                | Gabon                                                                | Amichevole                                                           | 1                                                                    | 82’                                                                  |
| 11-11-2015                                                           | Maputo                                                               | Mozambico                                                            | 1 – 0                                                                | Gabon                                                                | Qual. Mondiali 2018                                                  | -                                                                    |                                                                      |
| 14-11-2015                                                           | Libreville                                                           | Gabon                                                                | 1 – 0 dts (4 – 3 dtr)                                                | Mozambico                                                            | Qual. Mondiali 2018                                                  | 1                                                                    |                                                                      |
| 25-3-2016                                                            | Franceville                                                          | Gabon                                                                | 2 – 1                                                                | Sierra Leone                                                         | Amichevole                                                           | 1                                                                    |                                                                      |
| 28-3-2016                                                            | Freetown                                                             | Sierra Leone                                                         | 1 – 0                                                                | Gabon                                                                | Amichevole                                                           | -                                                                    |                                                                      |
| 28-5-2016                                                            | Sant Adrià de Besòs                                                  | Mauritania                                                           | 2 – 0                                                                | Gabon                                                                | Amichevole                                                           | -                                                                    |                                                                      |
| 4-6-2016                                                             | Bouaké                                                               | Costa d'Avorio                                                       | 2 – 1                                                                | Gabon                                                                | Amichevole                                                           | 1                                                                    |                                                                      |
| 8-10-2016                                                            | Franceville                                                          | Gabon                                                                | 0 – 0                                                                | Marocco                                                              | Qual. Mondiali 2018                                                  | -                                                                    | 89’                                                                  |
| 12-11-2016                                                           | Bamako                                                               | Mali                                                                 | 0 – 0                                                                | Gabon                                                                | Qual. Mondiali 2018                                                  | -                                                                    | 90+3’                                                                |
| 14-1-2017                                                            | Libreville                                                           | Gabon                                                                | 1 – 1                                                                | Guinea-Bissau                                                        | Coppa d'Africa 2017 - 1º turno                                       | -                                                                    | 88’                                                                  |
| 18-1-2017                                                            | Libreville                                                           | Gabon                                                                | 1 – 1                                                                | Burkina Faso                                                         | Coppa d'Africa 2017 - 1º turno                                       | -                                                                    |                                                                      |
| 22-1-2017                                                            | Libreville                                                           | Gabon                                                                | 0 – 0                                                                | Camerun                                                              | Coppa d'Africa 2017 - 1º turno                                       | -                                                                    | 77’                                                                  |
| 2-9-2017                                                             | Libreville                                                           | Gabon                                                                | 0 – 3                                                                | Costa d'Avorio                                                       | Qual. Mondiali 2018                                                  | -                                                                    | 59’                                                                  |
| 5-9-2017                                                             | Bouaké                                                               | Costa d'Avorio                                                       | 1 – 2                                                                | Gabon                                                                | Qual. Mondiali 2018                                                  | -                                                                    | 87’                                                                  |
| 14-11-2017                                                           | Franceville                                                          | Gabon                                                                | 0 – 0                                                                | Botswana                                                             | Amichevole                                                           | -                                                                    | 80’                                                                  |
| 22-3-2019                                                            | Bujumbura                                                            | Burundi                                                              | 1 – 1                                                                | Gabon                                                                | Qual. Coppa d'Africa 2019                                            | -                                                                    | 59’                                                                  |
| Totale                                                               |                                                                      | Presenze                                                             | 34                                                                   |                                                                      | Reti (6º posto)                                                      | 12                                                                   |                                                                      |

## Palmarès

### Club

#### Competizioni nazionali
- Campionato marocchino: 1

Wydad Casablanca: 2014-2015
- Supercoppa d'Egitto: 1

Al-Ahly: 2015
- Campionato egiziano: 1

Al-Ahly: 2015-2016
- Coppa di Tunisia: 1

Sfaxien: 2020-2021